# Rui Unas
Rui Miguel Guerra Unas (Lisboa, 23 de Fevereiro de 1974) é um apresentador, produtor, autor, actor e youtuber português.
Nascido em Lisboa. Com alguma experiência em rádio, passou por um curso de apresentação/locução na ETIC, onde foi aluno de Carlos Pinto Coelho, que o convidou a integrar a equipa do programa cultural Acontece na RTP2. Tornou-se conhecido do grande público em 1996, quando começou a apresentar o programa juvenil Alta Voltagem na RTP. Após alguns anos no canal público, abraçou o desafio de criar e apresentar, junto com Rita Mendes e mais tarde Fernando Alvim, o programa Curto Circuito, integrado na grelha do CNL, e mais tarde na SIC Radical. Em 2018, o programa, agora denominado CC All Stars completou 18 anos de emissão. Em 2012 o Rui Unas recebeu uma estrela em sua homenagem no Muro da Fama - Nirvana Studios. Rui Unas manteve-se ligado à SIC Radical e à SIC generalista como apresentador durante vários anos, mantendo em simultâneo uma carreira como actor em filmes, séries, curta-metragens e telenovelas, incluindo várias dobragens para filmes de animação. Produz e apresenta desde 2015 o podcast Maluco Beleza, disponível no Youtube, que se caracteriza por conversas informais com várias figuras públicas portuguesas e lusófonas.
Em março de 2024, aos 50 anos, foi capa da Men's Health, acompanhado do seu filho mais velho de apenas 17 anos.

## Vida pessoal
Nasceu a 23 de fevereiro de 1974 em Almada, Setúbal e vive na Margem Sul desde então.
Casou com Hanna Unas em 2003 e tem dois filhos, André, nascido em 2006, e Rafael, nascido em 2010.
É sócio e adepto do Vitória de Guimarães e faz publicações frequentes nas redes sociais sobre o clube.

## Internet - podcast
| Ano           | Nome          | Canal                                       |
| ------------- | ------------- | ------------------------------------------- |
| 2015–presente | Maluco Beleza | Facebook, Youtube, iTunes, Patreon, Spotify |

## Televisão
| Ano                | Projeto                                   | Papel                          | Notas                                   | Canal       |
| ------------------ | ----------------------------------------- | ------------------------------ | --------------------------------------- | ----------- |
| 1996               | Alta Voltagem                             | Ele Próprio                    | Apresentador                            | RTP1        |
| 1997               | 3000 Segundos                             | Ele Próprio                    | Apresentador                            | RTP1        |
| 1998               | Palco Expo                                | Ele Próprio                    | Apresentador                            | RTP1        |
| 1998               | Sub-26                                    | Ele Próprio                    | Apresentador                            | RTP1        |
| 1999 - 2002 / 2009 | Curto Circuito                            | Ele Próprio                    | Apresentador                            | SIC Radical |
| 2001               | O Olhar da Serpente                       | António                        | Elenco Adicional                        | SIC         |
| 2001               | Uma Aventura                              | Raptor                         | Participação Especial                   | SIC         |
| 2002 - 2005        | Cabaret da Coxa                           | Ele Próprio                    | Apresentador                            | SIC         |
| 2005               | Inimigo Público                           | Ele Próprio                    | Apresentador                            | SIC         |
| 2006               | Pegar ou Largar                           | Ele Próprio                    | Apresentador                            | SIC         |
| 2006               | Floribella                                | Mário Araújo                   | Elenco Principal                        | SIC         |
| 2006               | Aqui Não Há Quem Viva                     | Bruno                          | Elenco Adicional                        | SIC         |
| 2006               | Triângulo Jota                            | Diego                          | Elenco Adicional                        | RTP1        |
| 2006               | 7 Vidas                                   | Gonçalo                        | Protagonista                            | SIC         |
| 2006               | O Novo Programa do Unas                   | Ele Próprio                    | Apresentador                            | SIC Radical |
| 2007               | O Show do Unas                            | Ele Próprio                    | Apresentador                            | SIC Radical |
| 2008               | Resistirei                                | Dr. David Norton               | Elenco Adicional                        | SIC         |
| 2008               | Podia Acabar o Mundo                      | Gabriel Marques                | Elenco Principal                        | SIC         |
| 2009               | Novos Malucos do Riso                     | Vários Papéis                  |                                         | SIC         |
| 2009               | Um Lugar para Viver                       | Francisco                      | Participação Especial                   | RTP1        |
| 2009               | Cenas do Casamento                        |                                | Elenco Adicional                        | RTP1        |
| 2010               | A Última Ceia                             | Ele Próprio                    | Apresentador                            | SIC Radical |
| 2010               | Tempo Final                               | Rodrigo                        | Protagonista                            | RTP1        |
| 2010               | Viver É Fácil                             | Ele Próprio                    | Protagonista                            | RTP1        |
| 2011               | Último a Sair                             | Ele Próprio                    | Elenco Principal                        | RTP1        |
| 2012               | Regras dos Três                           |                                |                                         | TVI         |
| 2012               | O outro Lado da Mentira                   | Rui                            | Elenco Principal                        | TVI         |
| 2012               | Bairro                                    | Júlio                          | Elenco Principal                        | TVI         |
| 2012               | Jorge                                     | Álvaro                         | Elenco Principal                        | TVI         |
| 2012               | Anticrise                                 | Vários Papéis                  |                                         | RTP1        |
| 2013               | Splash! Celebridades (1.ª edição)         | Ele Próprio                    | Apresentador, ao lado de Júlia Pinheiro | SIC         |
| 2013               | Splash! Celebridades (2.ª edição)         | Ele Próprio                    | Apresentador, ao lado de Júlia Pinheiro | SIC         |
| 2013               | Vale Tudo                                 | Ele Próprio                    | Concorrente                             | SIC         |
| 2013 - 2014        | Sol de Inverno                            | Carlos Sousa                   | Elenco Principal                        | SIC         |
| 2014               | Sal                                       | Rui                            | Protagonista                            | SIC         |
| 2015 - 2016        | 5 para a Meia-Noite                       | Ele Próprio                    | Apresentador                            | RTP1        |
| 2016               | Donos Disto Tudo                          | Vários Papéis                  | Ator Convidado                          | RTP1        |
| 2016 - 2017        | Amor Maior                                | António Manuel "Tomané" Cerejo | Elenco Principal                        | SIC         |
| 2018               | Excursões Air Lino                        | Lino                           | Protagonista                            | RTP1        |
| 2018 - 2019        | Cabaret da Coxa                           | Ele Próprio                    | Apresentador                            | SIC         |
| 2019 - 2020        | Nazaré                                    | Heitor Carvalho                | Co- Antagonista                         | SIC         |
| 2020 - 2021        | Crónica dos Bons Malandros                | Silvino                        | Protagonista                            | RTP1        |
| 2021 - 2022        | Amor Amor                                 | Gabriel Torres                 | Elenco Principal                        | SIC         |
| 2021               | Estamos em Casa                           | Ele Próprio                    | Apresentador                            | SIC         |
| 2022               | Cantor ou Impostor?                       | Ele Próprio                    | Influenciador                           | SIC         |
| 2022 - 2023        | Sangue Oculto                             | Fábio Lucas                    | Elenco Principal                        | SIC         |
| 2023 / 2024        | Vale Tudo                                 | Ele Próprio                    | Concorrente                             | SIC         |
| 2023 / 2024        | Vale Tudo                                 | Ele Próprio                    | Capitão de equipa                       | SIC         |
| 2023               | O Clube (4.ª temporada)                   | Américo Moreira                | Participação Especial (OPTO)            | SIC         |
| 2024               | Especial Rock in Rio: A Energia da Música | Ele Próprio                    | Apresentador, ao lado de Iva Lamarão    | SIC         |
| 2024 - 2025        | A Promessa                                | Samuel Pedro Oliveira Trindade | Elenco Principal                        | SIC         |
| 2025               | Lua Vermelha: Nova Geração                | Sancho                         | Elenco Principal                        | SIC         |

## Teatro
| Ano  | Nome                     | Produção         |
| ---- | ------------------------ | ---------------- |
| 2024 | Cheque-Mate              |                  |
| 2015 | Mistério de Irmã Vap     | FProdução        |
| 2013 | GURU (protagonista)      | UAU              |
| 2013 | As mulheres não percebem | José Pedro Gomes |
| 2009 | Pedras nos Bolsos        | Manuel Coelho    |
| 2004 | Cenas Suburbanas         | António Terra    |

## Cinema
| Ano  | Filme                                    | Papel             | Produção                     |
| ---- | ---------------------------------------- | ----------------- | ---------------------------- |
| 2022 | Curral de Moinas - Os Banqueiros do Povo | Manuel            |                              |
| 2019 | Ladrões de Tuta e Meia                   | João              |                              |
| 2017 | Malapata                                 | Carlos            | Diogo Morgado                |
| 2016 | Deus Me Livre                            | -                 | -                            |
| 2015 | Estação de Trem                          | Castanho          |                              |
| 2015 | O Efeito Isaías                          | Isaías            |                              |
| 2014 | O Pátio das Cantigas                     | Carlos Bonito     | Leonor Vieira                |
| 2014 | Virados do Avesso                        | Alcides           | Edgar Pêra                   |
| 2014 | Ruas Rivais                              | Mr U              | Márcio Loureiro              |
| 2014 | Sei Lá                                   | Paulo             | Joaquim Leitão               |
| 2011 | A Primeira Missa (Brasil)                | -                 | Ana Carolina Teixeira Soares |
| 2010 | Colegas (Brasil)                         | Protagonista      | Marcelo Galvão               |
| 2010 | Mapas (Espanha)                          | Paco              | Miguel Buttini               |
| 2008 | Bandidas (curta-metragem)                | -                 | Francisco Antunes            |
| 2006 | Sombras de Thule (curta-metragem)        | -                 | Miguel Sanches Cunha         |
| 2005 | O Crime do Padre Amaro                   | Alex              | Carlos Coelho da Silva       |
| 2004 | Sorte Nula                               | Jacinto           | Fernando Fragata             |
| 2004 | 2.º Direito (curta-metragem)             | Agente Narcóticos | Francisco Antunes            |
| 2003 | I'll see you in my dreams                | Padre             | Miguel Angel Vivas           |
| 2003 | Kiss me                                  | Artur             | António da Cunha Telles      |
| 2003 | Os Imortais                              | Vítor Pratas      | António Pedro Vasconcelos    |

## Rádio
| Ano  | Programa                                  | Rádio               |
| ---- | ----------------------------------------- | ------------------- |
| 2014 | Manhãs da RFM                             | RFM                 |
| 2008 | O Comentador                              | Antena 3            |
| 2007 | Cómicos de Garagem                        | Antena 3            |
| 1998 | Hiphopódromo                              | Super FM            |
| 1993 | Costa da Caparica beach animation project | Rádio Voz de Almada |
| 1992 | Several                                   | Rádio Seixal        |

## Crónicas
| Ano  | Nome                | Meio            |
| ---- | ------------------- | --------------- |
| 2003 | A vida é um Cabaret | Jornal 24 horas |

## Música
- 2013 "Bo Natal (ui ui) - De Rui Unas para o Continente"
- 2013 "Eu (não) quero sair - Rui Unas (versão "Não me toca" de Anselmo Ralph)"
- 2012 "Toda a gente é cristã quando joga a Seleção" - ft. Senhora da missa da TVI
- 2011 "Hélio, o assunto é sério (o medo é uma cena que não me assiste)" - mix com expressões do vídeo de Hélio Imaginário.
- 2011 "Continente State of Mind" com Popota e Leopoldina
- 2010 "Como Tu Me Mentes (Eu Sou PM)" com Cláudia Semedo
- 2010 "Margem Sul State of Mind" com Diana Piedade
- 2010 "Curte no meu Verão
- 2010 "Dá-me um chocho" feat. Celso
- 2010 "Bang Out"
- 2010 "Mensagem de Natal do Presidente da Républica" (última ceia)
- 2009 "Isto é CC!" com parceria ao programa Curto Circuito da SIC
- 2009 "Betinhos não se dão com comunistas"
- 2009 "É o falsete"
- 2009 "Caneta tem tinta"
- 2008 "AC I"
- 2008 "Sou o Mister U (betoLife" com SAMP
- 2008 "É o Kú" com Ivo, Kwanhama, Damani Van Dunem e Vanda
- 2008 "Funkú"
- 2008 "Perfeita Imperfeicao"
- 2008 "Call AC II"
- 2008 "Tcham morre" com Damani Van Dunem e SAMP
- 2008 "Bang out" com DH
- 2008 "VIP aka ICC" com Celso
- 2008 "Beef à Portuguesa" com Rouxinol Faduncho
- 2008 "Dia-a-Dia" com Celso
- 2008 "Dama (Tu sabes)" com Ivo e Vanda
- 2006 "10 anos (é bué!)"